# ヒュウガミツバツツジ
ヒュウガミツバツツジ（日向三葉躑躅 学名Rhododendron hyugaense）はツツジ科ツツジ属の落葉低木。
宮崎県と、近接する熊本県、鹿児島県の岩場に分布する。3月に紅紫色の花を咲かせる。分布が南側で重なるミツバツツジの変種のハヤトミツバツツジも、鹿児島県と、熊本県、鹿児島県の隣接地域の岩場に3月に咲く。花柄を触っても粘らない、各花芽に1輪の花が咲く点が、ハヤトミツバツツジと異なる。

## 画像

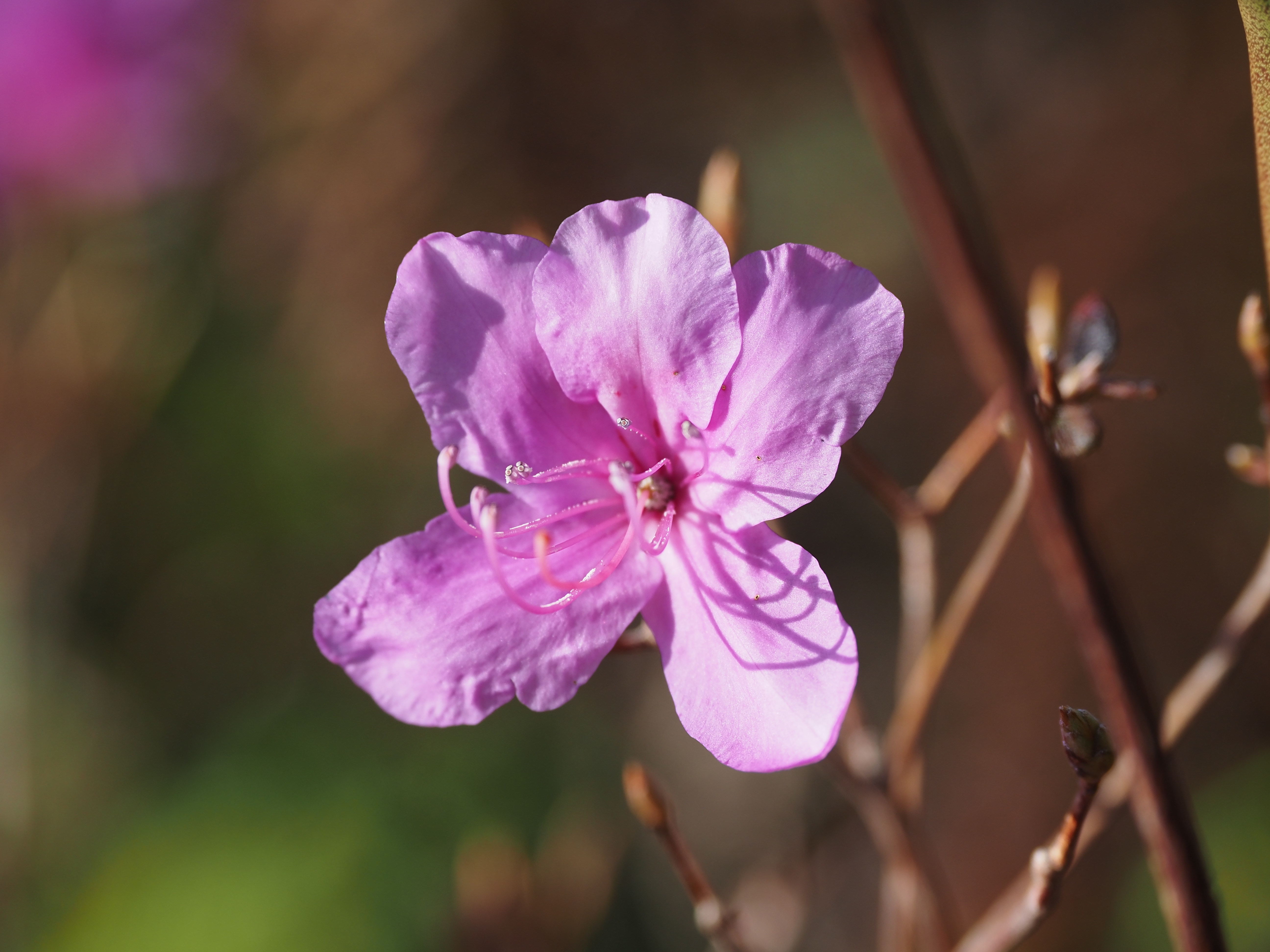
ヒュウガミツバツツジ　Rhododendron hyugaense

ヒュウガミツバツツジの花